# HMS Viper (1899)
Le HMS Viper était un destroyer armé en 1899 par Hawthorn Leslie and Company dans les ateliers de Hebburn pour la Royal Navy. Conçu par le bureau d'études Parsons Marine, ce fut le premier navire de guerre propulsé par turbine à vapeur. Il disposait de quatre arbres moteurs sur béquilles en A, chacun muni de deux hélices.
Le Viper, comme son émule construit par Armstrong Whitworth, le Cobra, s'échoua en 1901 : victime du brouillard, il s'éperonna sur les rochers d'Aurigny au cours des manœuvres d'été dans la soirée du 3 août 1901.

## Conception et construction

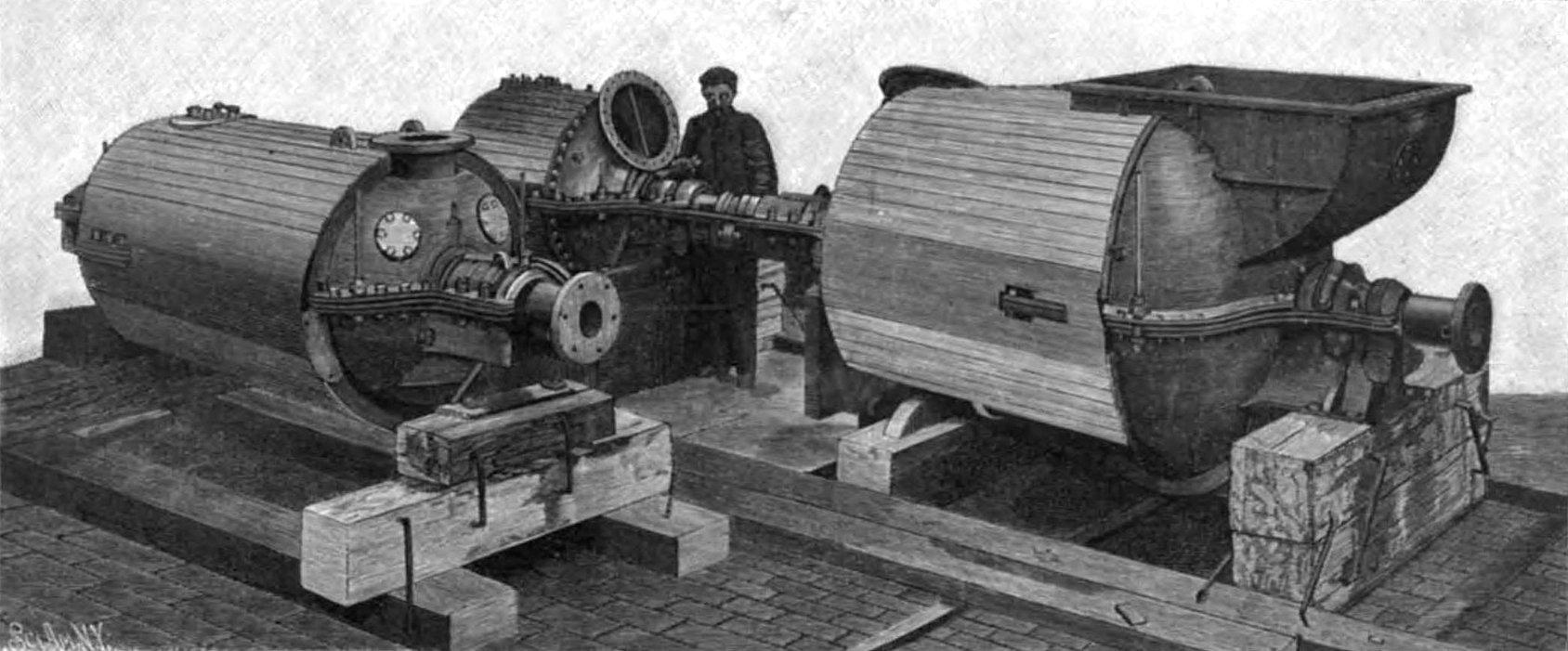
Bloc de turbines du Viper, montrant les turbines haute pression (au premier plan) et basse pression (arrière-plan), et le propulseur d'étrave montés sur un même arbre (Scientific American, vol. 82, n°16 du 21 avril 1900).

L'Amirauté britannique avait échoué jusque-là à se doter de contre-torpilleurs plus rapides que les Albatross, Express et Arab qui, avec leurs moteurs à deux temps, ne dépassaient pas 30 nœuds. Dans l'euphorie des succès du premier yacht motorisé de ce type, la Turbinia, elle passa contrat le 4 mars 1898 avec les ingénieurs de Parsons Marine pour les plans d'un destroyer à turbine. Parsons confia la réalisation de la carène à Hawthorn Leslie and Company du Tyneside,.
Les turbines, fournies par Parsons, entraînaient quatre arbres, chacun muni de deux hélices. Les arbres extérieurs étaient motorisés par les turbines haute-pression ; les arbres centraux, par les autres turbines, mais avec la possibilité de propulsion inverse. Les turbines étaient alimentées en vapeur par quatre chaudières Yarrow, dont le tirage était assuré par trois cheminées,,. Ce navire possédait une vitesse nominale de 31 nd, mais Parsons estimait qu'il était largement capable d'atteindre 34 nd.
Le Viper était armé d'un canon de 12 livres sur tourelle (calibre 75 mm) et de cinq canons de 57 mm, ainsi que de deux tubes lance-torpille de 450 mm de diamètre : c'était alors la norme pour les contre-torpilleurs de la Royal Navy,
Le Viper a été mis à la mer le 6 septembre 1899. Lors des essais d'autonomie le 16 août 1900, il atteignit 31,017 nd, puis, le 31 août 1900, battit le record de vitesse d'alors avec 33,57 nd sur un mile,. Les rapports laissent entendre que la vitesse du Viper était même supérieure,, sans doute 35,5 nd en pointe, voire 36,858 nd.
Mais si les turbines permettaient des records de vitesse, elles étaient très coûteuses en charbon, et de ce point de vue, d'un rendement particulièrement médiocre à faible vitesse. Aussi le Viper fut-il de peu d'utilité pratique pour la Home Fleet : il ne pouvait croiser que 24h de suite entre les Casquets et sa base de Portland avant de devoir se réapprovisionner en charbon,.